# Pseudisotoma
Genre
Pseudisotoma est un genre de collemboles de la famille des Isotomidae.

## Liste des espèces
Selon Checklist of the Collembola of the World (version du 4 septembre 2019) :
- Pseudisotoma agranai (Lee & Kim, 1993)
- Pseudisotoma anamolai Christiansen, 1958
- Pseudisotoma himalayanai Yosii, 1971
- Pseudisotoma microchaetai Cassagnau, 1959
- Pseudisotoma monochaetai (Kos, 1942)
- Pseudisotoma ohtaniii (Yosii, 1972)
- Pseudisotoma sensibilisi (Tullberg, 1877)
- Pseudisotoma wiseii Deharveng, 1980

## Publication originale
- Handschin, 1924 : Die Collembolenfauna dee schweizerischen Nationalparkes. Denkschriften der Schweizerischen Naturforschenden Gesellschaft, vol. 60, p. 89-174.